# Varennes-Changy
Varennes-Changy is een gemeente in het Franse departement Loiret (regio Centre-Val de Loire). De plaats maakt deel uit van het arrondissement Montargis. Varennes-Changy telde op 1 januari 2022 1.483 inwoners.

## Geografie
De oppervlakte van Varennes-Changy bedroeg op 1 januari 2022 29,77 vierkante kilometer; de bevolkingsdichtheid was toen 49,8 inwoners per km².

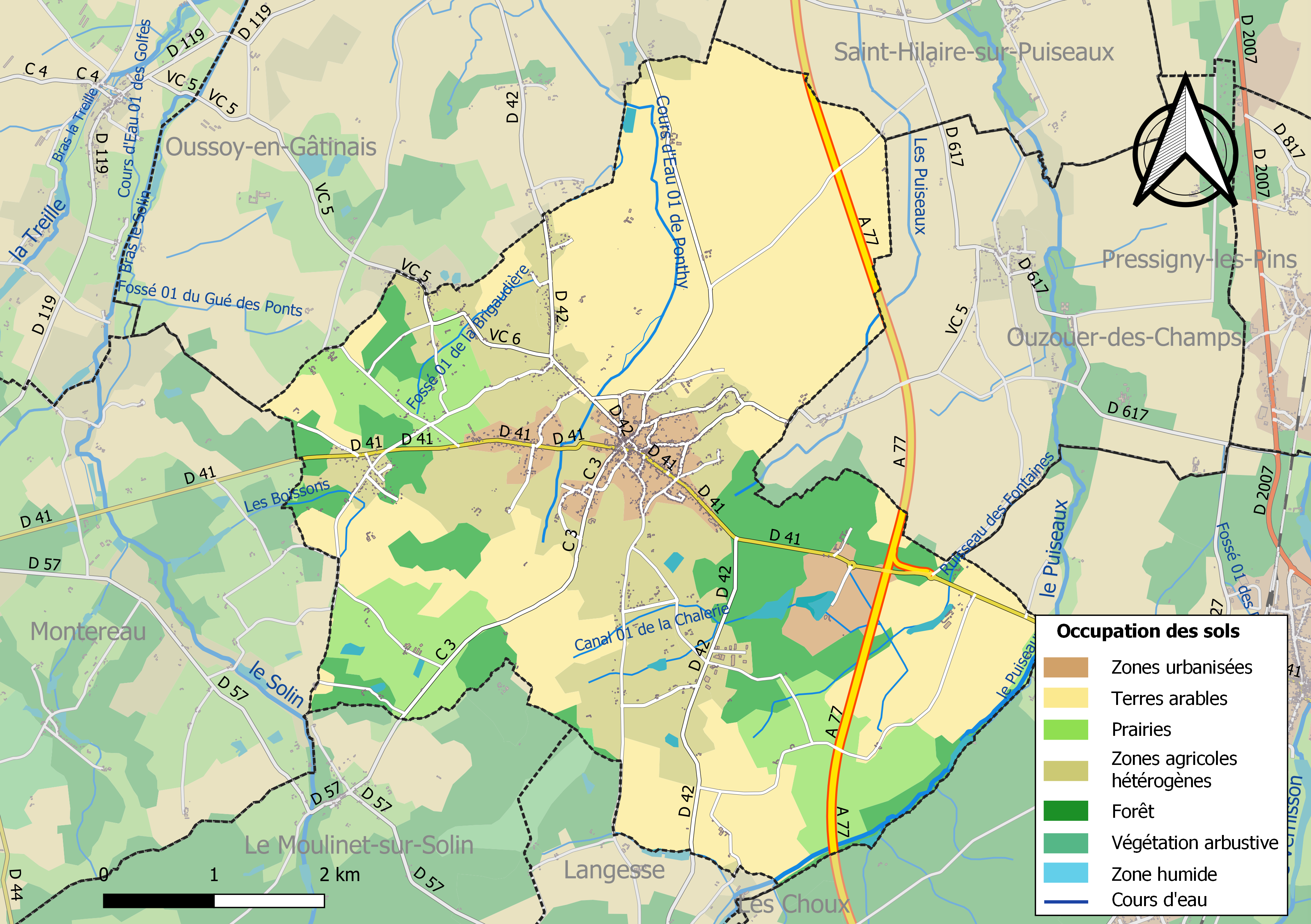
Kaart van de gemeente met de belangrijkste infrastructuur, bodemgebruik en omliggende gemeenten

## Demografie
Onderstaande figuur toont het verloop van het inwonertal (bron: INSEE-tellingen).

## Afbeeldingen

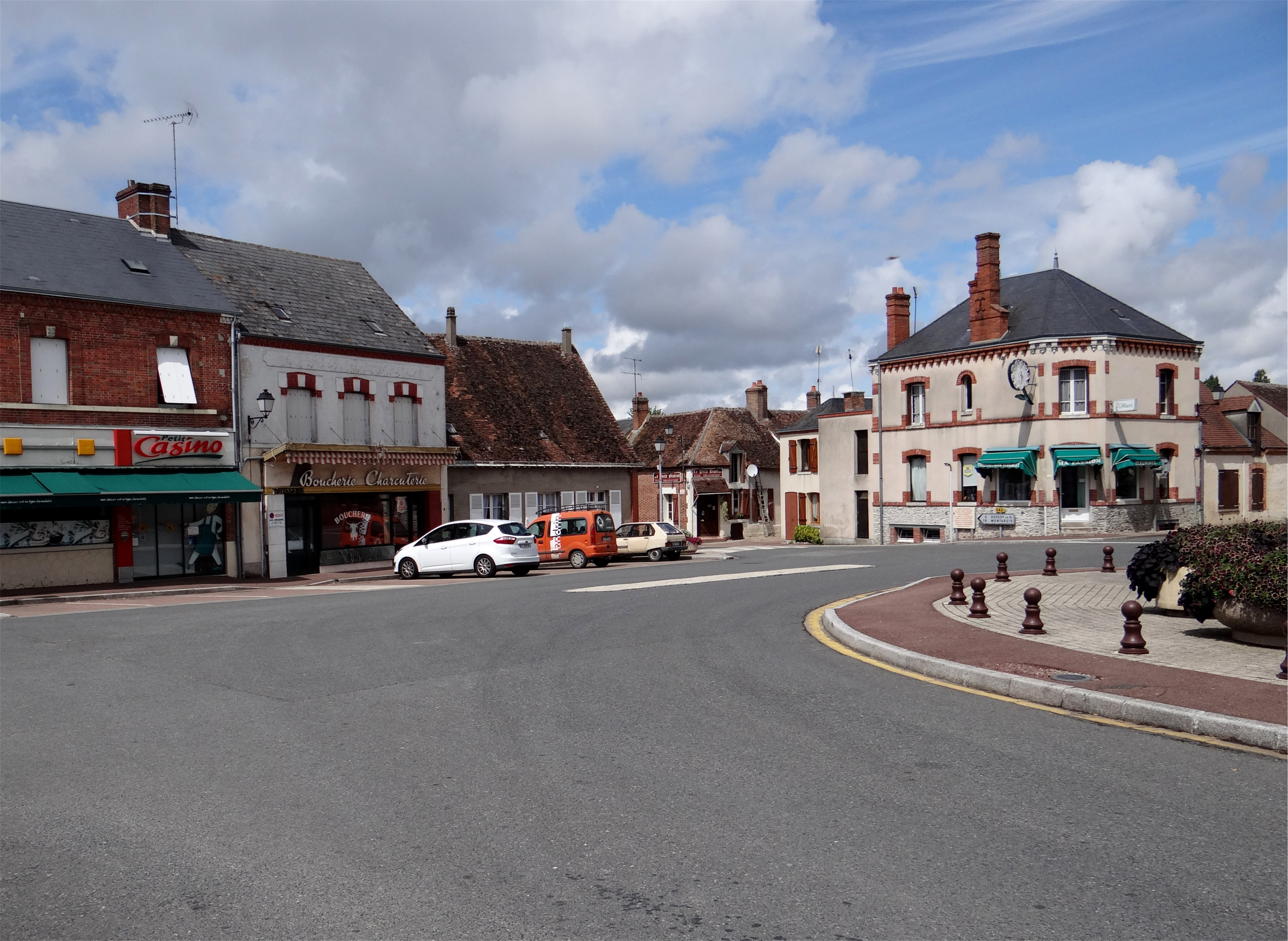
Église Notre-Dame
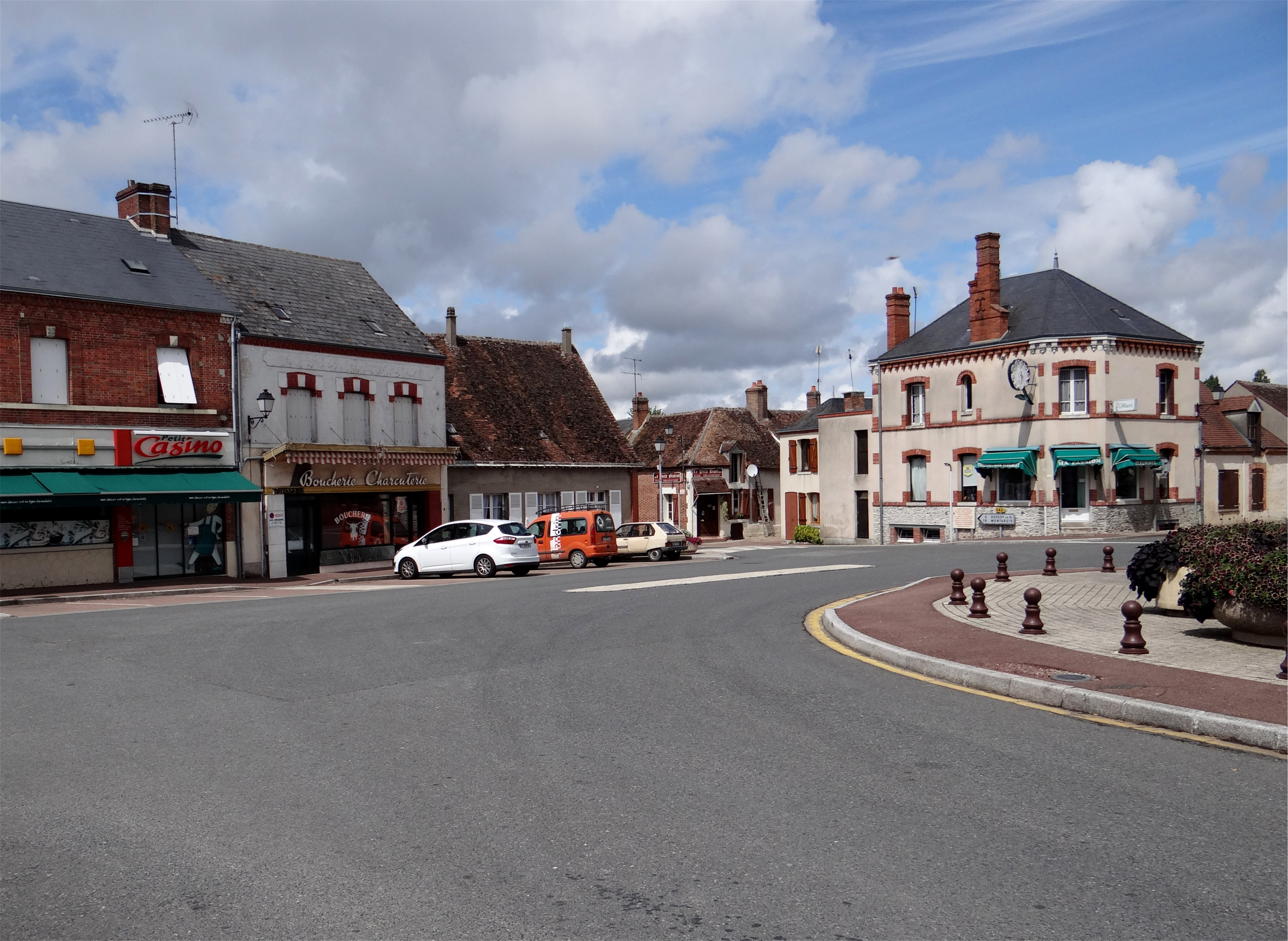
Centrum
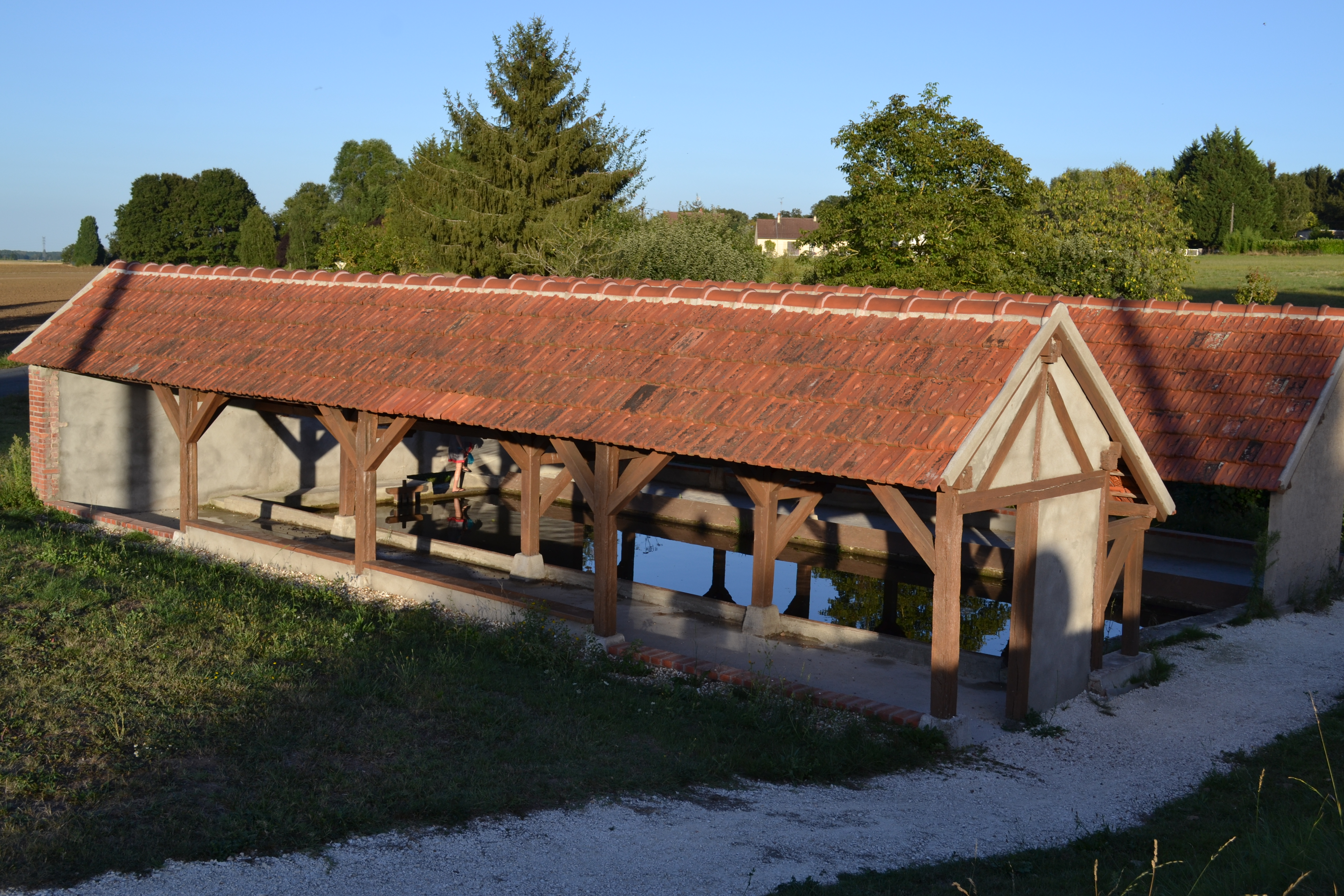
Lavoir

1. 1 2  Populations de référence 2022.